# Stephen Baldwin
Stephen Andrew Baldwin (ur. 12 maja 1966 w Massapequa) – amerykański aktor, producent, reżyser i scenarzysta filmowy i telewizyjny.

## Życiorys

### Wczesne lata
Urodził się w Massapequa na Long Island, w stanie Nowy Jork jako najmłodsze dziecko nauczyciela historii i trenera piłki nożnej Alexandra Rae'a Baldwina Jr. (1927–1983) i Carol Newcomb (z domu Martineau). Jego starsi bracia – Alec (ur. 1958), Daniel (ur. 1960) i William (ur. 1963) – zostali również aktorami. Ma dwie starsze siostry – Elizabeth (ur. 1955), która jest prezesem jego fan klubu, i Jane (ur. 1965).
Dorastał na Long Island. Już będąc nastolatkiem odnosił zwycięstwa w licznych lokalnych konkursach jako śpiewak operowy. Po zakończeniu nauki w szkole średniej Massapequa High School, podążając śladem swego starszego brata Williama, trafił na State University of New York w Binghamton i zapisał się na wykłady w American Academy of Dramatic Arts. Podczas studiów dorabiał jako model Calvina Kleina.

### Kariera
Swój debiut w telewizyjnym filmie The Prodigious Hickey (1987) zawdzięcza agentowi telewizji PBS, który wypatrzył go wśród pracowników pizzerii. Na dużym ekranie pojawił się po raz pierwszy w roli pijaka w Luna Parku w dramacie Michaela Seresina Chłopak ze wsi (Homeboy, 1988) u boku Mickeya Rourke’a i Christophera Walkena. Zyskał sympatię telewidzów jako młody legendarny William „Buffalo Billa” Cody w nagrodzonym Emmy i Western Heritage serialu ABC Młodzi jeźdźcy (The You The Riders, 1989–1992). Potem grywał najczęściej epizody, m.in. w dramacie Uli Edel Przeklęty Brooklyn (Last Exit to Brooklyn, 1988) i dramacie wojennym Olivera Stone’a Urodzony 4 lipca (Born on the Fourth of July, 1989) z Tomem Cruise. Większość czasu spędzał na bankietach, co szybko wepchnęło go w alkoholizm i narkomanię. Jak sam w wywiadach powtarzał, z nałogów wyszedł wyłącznie dzięki swojej żonie, graficzce Kennye Deodato.
Kolejny rozdział jego kariery rozpoczął się w roku 1994, gdy zagrał w filmach: Ich troje (Threesome), A Simple Twist of Fate, Osiem sekund (8 Seconds) oraz Pani Parker i krąg jej przyjaciół (Mrs. Parker and the Vicious Circle). Najbardziej znaną rolę nieobliczalnego socjopaty Michaela McManusa wcielił się w uhonorowanym dwoma Oscarami dramacie kryminalnym Podejrzani (The Usual Suspects, 1995) i wraz z całą obsadą odebrał nagrodę National Board of Review. Sporadycznie grywał w dużych hollywoodzkich produkcjach takich jak komedia Flintstonowie: Niech żyje Rock Vegas! (The Flintstones in Viva Rock Vegas, 2000), lecz za rolę Barney'ego Rubble był nominowany do nagrody Złotej Maliny jako najgorszy aktor drugoplanowy. Za rolę hokeisty Seana Lindena z drużyny Szefowie z Charleston (Charleston Chiefs) z Wirginii Zachodniej w komedii sportowej Slap Shot 2. Zupełnie nowa gra (Slap Shot 2: Breaking the Ice, 2002) zdobył nominację do nagrody DVD Premiere.
Występował potem raczej w mniejszych, niezależnych filmach oraz niskobudżetowych thrillerach. Nakręcił wiele tuzinkowych produkcji, także z kilkoma scenami erotycznymi.
W latach 2001–2002 był częstym gościem programu „The Ron and Fez Show”, zanim przeprowadził się do Waszyngtonu, w stanie Nowy Jork. Wychowany w rodzinie katolickiej, wkrótce po ataku na World Trade Center i Pentagon z 11 września 2001 przeżył osobiste nawrócenie i przyjął powtórny chrzest − w kościele ewangelikalnym. Często mówił o swoim doświadczeniu przemiany, w którym pomogła mu jego brazylijska gospodyni domowa.
Stephen popierał prezydenturę George’a W. Busha, podczas gdy jego starsi bracia Alec i Billy są liberalnymi demokratami i przeciwnikami Busha.
Zadebiutował jako reżyser filmu o skateboardzistach pt. Robbin Hoodz (2004), którego centralną postacią obrazu jest młody skater meksykańskiego pochodzenia, który wraz ze swoją paczką stara się ocalić park przed sprzedaniem.
Jest także reżyserem i producentem filmów Livin' It i Livin' It LA, które skupiają się na chrześcijańskich sportowcach ekstremalnych i ewangelizacji.

### Życie prywatne
Swoją żonę Kennyę Deodato (ur. 1966) spotkał w 1987 roku w nowojorskim metrze i 10 czerwca 1990 roku wzięli ślub. Mają dwie córki: Alaię (ur. 23 stycznia 1993) i Hailey (ur. 22 listopada 1996), która 7 lipca 2018 zaręczyła się z Justinem Bieberem, a w październiku para wzięła ślub.

## Filmografia

### Filmy
- 1988: Chłopak ze wsi (Homeboy) jako pijak
- 1988: Bestia wojny (The Beast of War) jako Golikov
- 1989: Przeklęty Brooklyn (Last Exit to Brooklyn) jako Sal
- 1989: Urodzony 4 lipca (Born on the Fourth of July) jako Billy Vorsovich
- 1989: Ofiary wojny (Casualties of War) jako żołnierz
- 1992: Po drugiej stronie (Crossing the Bridge) jako Danny Morgan
- 1993: Posse – Opowieść o Jesse Lee (Posse) jako Jimmy J. 'Little J' Teeters
- 1993: Bitter Harvest jako Travis
- 1994: A Simple Twist of Fate jako Tanny Newland
- 1994: Osiem sekund (8 Seconds) jako Tuff Hedeman
- 1994: Ich troje (Threesome) jako Stuart
- 1994: Pani Parker i krąg jej przyjaciół (Mrs. Parker and the Vicious Circle) jako Roger Spalding
- 1995: Podejrzani (The Usual Suspects) jako Michael McManus
- 1995: Fall Time jako Leon
- 1995: Under the Hula Moon jako Buzzard Wall
- 1996: Eko-Jaja (Bio-Dome) jako Doyle Johnson
- 1996: Ścigani (Fled) jako Mark Dodge
- 1996: Kronika kryminalna (Crimetime) jako Bobby Mahon
- 1997: Pełne zanurzenie (Sub Down) jako Rick Postley
- 1998: Żółtodzioby (Half Baked) jako McGayver Smoker
- 1998: Twardy glina (One Tough Cop) jako Bo Dietl
- 1998: Napiętnowane miasto (Scarred City) jako John Trace
- 1999: Obcy w domu (Absence of the Good) jako Caleb Barnes
- 1999: The Sex Monster jako Murphy
- 1999: Przyjaciele i kochankowie (Friends & Lovers) jako Jon
- 2000: Wypiąć się (Cutaway) jako Victor 'Vic' Cooper
- 2000: Więzy zła (Mercy) jako Mechanic
- 2000: Flintstonowie: Niech żyje Rock Vegas! (The Flintstones in Viva Rock Vegas) jako Barney Rubble
- 2001: Pajęcza sieć (Spider's Web) jako Clay Harding
- 2001: Śmiertelne przebudzenie/Zbrodnia ze snu (Dead Awake) jako Desmond Caine, główny specjalista w dziale marketingu dużej chicagowskiej korporacji
- 2001: Nosiciel (XChange) jako Klon numer 1
- 2001: Ochrona (Protection) jako Sal
- 2002: Ostrzeżenia (Silent Warnings) jako Kuzyn Joe Vossimer
- 2002: Greenmail jako Scott Anderson
- 2002: Shelter Island jako Lenny
- 2002: Slap Shot 2 (Slap Shot 2: Breaking the Ice) jako Sean Linden
- 2003: Firefight jako Wolf
- 2003: Shelter Island jako Lenny
- 2004: Fallacy jako pośrednik handlu nieruchomościami
- 2004: Znak wyzwolenia (Six: The Mark Unleashed) jako Luke
- 2004: Irish Wonder jako Sean
- 2004: Target jako Charlie Snow
- 2005: Zdradzony (Bound by Lies) jako detektyw Max Garrett
- 2006: The Genius Club jako Rory Johnson
- 2006: Latający chłopcy (The Flyboys) jako Silvio Esposito
- 2006: Dark Storm jako Daniel Gray
- 2007: W moim śnie (In My Sleep) jako detektyw Curwen
- 2008: Rekin w Wenecji (Shark in Venice) jako David Franks
- 2016: Bez Paniki, Z Odrobiną Histerii (No Panic, With A Hint Of Hysteria) jako Chester
- 2016: Piotr: Odkupienie (The Apostle Peter: Redemption) jako Neron

### Filmy TV
- 1990: Wielki amerykański skandal seksualny (Jury Duty: The Comedy) jako Carlucci
- 1994: Eden przyszłości (New Eden) jako Adams
- 1995: Śmiertleny weekend (Dead Weekend) jako Weed
- 1998: Pan Śmierć (Mr. Murder) jako Marty Stillwater/Alfie
- 2001: Zebra Lounge jako Jack Bauer
- 2005: The Snake King jako Matt Ford
- 2006: Jesse Stone: Night Passage jako Jo Jo Genest

### Seriale TV
- 1986: Opowieści Lawrenceville (The Lawrenceville Stories) jako GutterPup
- 1987: American Playhouse jako Gutter Pup
- 1988: Więzi rodzinne (Family Ties) jako Bobby
- 1989–1992: Młodzi jeźdźcy (The Young Riders) jako Buffalo Bill Cody
- 2003: Celebrity Mole
- 2003: Scare Tactics
- 2004: Celebrity Mole
- 2005: CSI: Kryminalne zagadki Las Vegas (CSI: Crime Scene Ivestigation) jako Jesse Acheson